# 자유 아벨 군
군론에서 자유 아벨 군(自由Abel群, 영어: free Abelian group)은 원소들이 가환성 밖의 아무런 추가 항등식을 만족시키지 않는 아벨 군이다.

## 정의
아벨 군 {\displaystyle A}의 부분 집합 {\displaystyle B\subset A}에 대하여, 다음 두 조건이 서로 동치이며, 이를 만족시키는 집합을 {\displaystyle A}의 기저(基底, 영어: basis)라고 한다.
- 임의의 {\displaystyle a\in A}에 대하여, {\displaystyle a=\sum _{b\in S}n_{b}b}인 유한 집합 {\displaystyle S\subset B} 및 정수 {\displaystyle n_{b}\in \mathbb {Z} }가 유일하게 존재한다.
- 임의의 아벨 군 {\displaystyle C} 및 함수 {\displaystyle f\colon B\to C}에 대하여, {\displaystyle \phi |_{B}=f}인 유일한 군 준동형 {\displaystyle \phi \colon A\to C}가 존재한다.

아벨 군 {\displaystyle A}에 대하여 다음 조건들이 서로 동치이며, 이를 만족시키는 아벨 군을 자유 아벨 군이라고 한다.
- {\displaystyle A}는 하나 이상의 기저를 갖는다.
- {\displaystyle A\cong \mathbb {Z} ^{\oplus \kappa }}인 기수 {\displaystyle \kappa }가 존재한다. 여기서 {\displaystyle \mathbb {Z} ^{\oplus \kappa }}는 {\displaystyle \kappa }개의 {\displaystyle \mathbb {Z} }들의 직합이다.
- {\displaystyle A}는 정수환의 자유 가군이다.
- {\displaystyle A}는 {\displaystyle \langle b_{i}\;(i\in I)|b_{i}b_{j}=b_{j}b_{i}\forall i,j\in I\rangle }의 꼴의 표시를 갖는다. 여기서 {\displaystyle I}는 임의의 집합이다.

자유 아벨 군의 모든 기저들의 집합의 크기는 같으며, 이 기수를 자유 아벨 군의 계수(階數, 영어: rank)라고 한다. 이는 벡터 공간의 차원에 대응하는 개념이다.
어떤 집합 {\displaystyle B}에 대하여, {\displaystyle B}를 기저로 하는 자유 아벨 군을 정의할 수 있다. 이를 {\displaystyle B}로부터 생성되는 자유 아벨 군(-生成-自由Abel群, 영어: free Abelian group generated by {\displaystyle B})이라고 한다.

## 성질
자유 아벨 군의 모든 부분군은 자유 아벨 군이다. (이는 리하르트 데데킨트가 증명하였다.) 임의의 개수의 자유 아벨 군들의 직합은 자유 아벨 군이다. 유한 개의 자유 아벨 군들의 직접곱은 (직합과 같으므로) 자유 아벨 군이다. 그러나 무한 개의 자유 아벨 군의 경우 이는 성립하지 않는다. 유한 개의 자유 아벨 군들의 텐서곱은 자유 아벨 군이다.
임의의 두 자유 아벨 군에 대하여, 다음 두 조건이 서로 동치이다.
- 서로 동형이다.
- 계수가 (기수로서) 같다.

계수가 2 이상인 자유 아벨 군은 자유군이 아니다.

## 예
자명군은 자명하게 계수가 0인 자유 아벨 군을 이룬다. 정수의 덧셈군 {\displaystyle (\mathbb {Z} ,+)}은 계수가 1인 자유 아벨 군이다.
베어-슈페커 군(Baer–Specker群, 영어: Baer–Specker group) {\displaystyle \mathbb {Z} ^{\times \aleph _{0}}} (즉, 가산 무한 개의 무한 순환군들의 직접곱)은 자유 아벨 군이 아니다. 그러나 이 군의 모든 가산 부분군은 자유 아벨 군이다.